# Chaoborus
Chaoborus es un género de dípteros cosmopolita y muy común con 11 especies en Norteamérica.

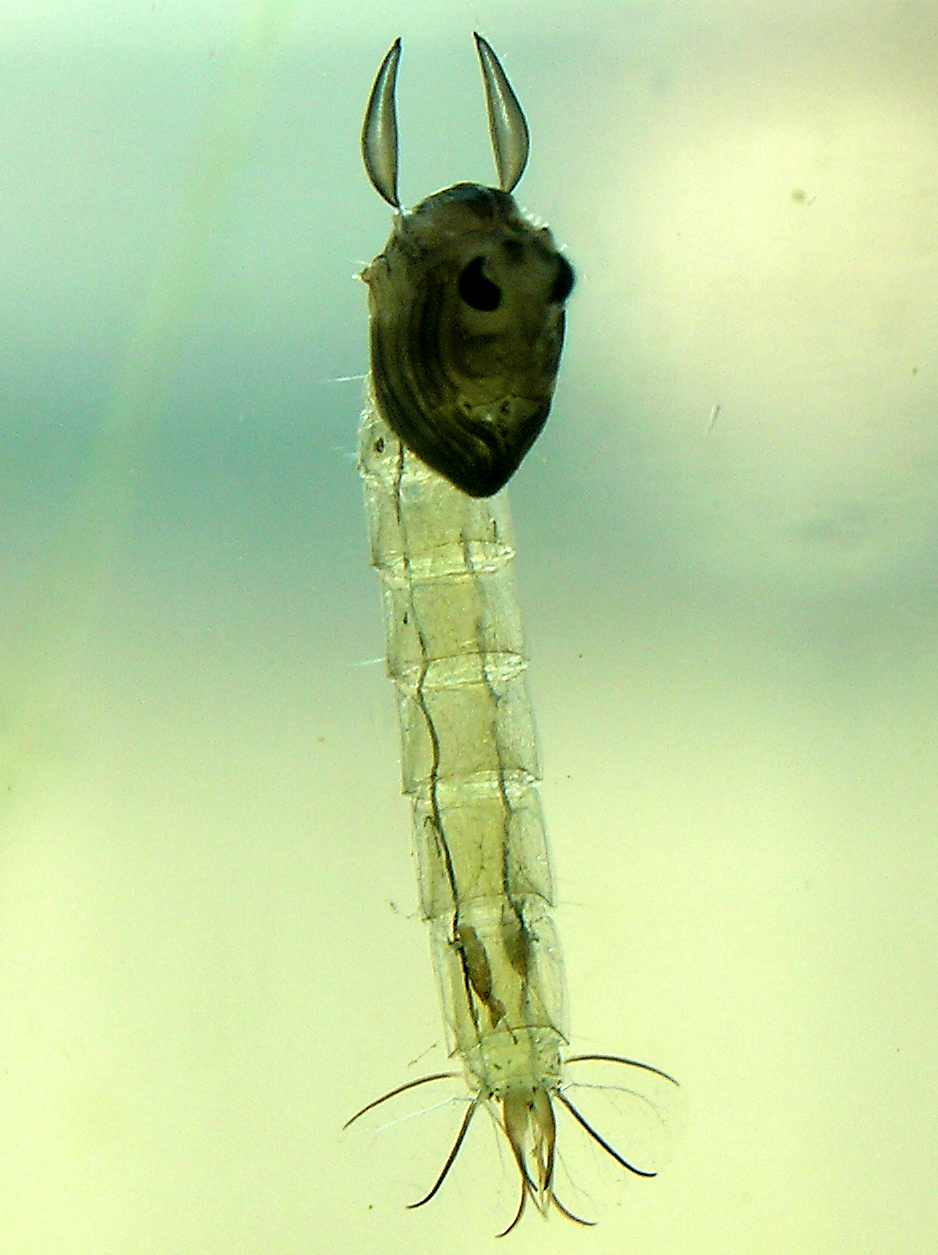
Pupa de Chaoborus sp.

## Comportamiento
Los adultos miden 3 a 10 mm; tienen una vida breve. No se nutren o se nutren de néctar. Son características las larvas acuáticas que se alimentan de pequeñas presas (daphnias y larvas de mosquitos) que capturan con sus antenas modificadas que les sirven para llevárselas a la boca.

## Hábitat
Las larvas viven en grupo en lagos y estanques y nadan normalmente gracias a sus vesículas hidrostáticas y patas natatorias abdominales transparentes, por lo que a veces se denominan gusanos de cristal.

## Uso
Algunos adultos son consumidos por poblaciones de Malaui : Chaoborus edulis (edulis : comestible).
Se ha encontrado evidencia en los sedimentos de los lagos de Norteamérica que indican que la presencia de mandíbulas de Chaoborus americanus sirve como bioindicador que nos permite saber si anteriormente existían o no poblaciones de peces en el lago. Sirviéndonos cómo guía para poder restaurar el lago, eliminando la población de peces.